# Eburia terroni
Eburia terroni là một loài bọ cánh cứng trong họ Cerambycidae.